# 緑井村
緑井村（みどりいむら）は、広島県安佐郡にあった村。現在の広島市安佐南区の一部にあたる。

## 地理
権現山の南に位置していた。南部は古川、安川に沿った沖積低地。

## 歴史
- 1889年（明治22年）4月1日、町村制の施行により、沼田郡緑井村が単独で村制施行し、緑井村が発足[1][2]。
- 1898年（明治31年）10月1日、郡の統合により安佐郡に所属[1][2]。
- 1955年（昭和30年）7月1日、安佐郡川内村、八木村と合併し、町制施行し佐東町を新設して廃止された[1][2]。

## 産業
- 農業、養蚕、畳表[2]

## 交通

### 鉄道
- 1909年（明治42年）可部軽便鉄道（現可部線）横川～上八木間開通[2]